# أرتور فيغيروا
أرتور فيغيروا (بالإسبانية: Arturo Figueroa)‏ هو مجدف مكسيكي، ولد في 1 يونيو 1949.

## وصلات خارجية
- أرتور فيغيروا على موقع الاتحاد الدولي للتجديف (الإنجليزية)
- أرتور فيغيروا على موقع أوليمبيديا (الإنجليزية)